# Municipio de Salford
El municipio de Salford  (en inglés: Salford Township) es un municipio ubicado en el condado de Montgomery en el estado estadounidense de Pensilvania. En el año 2000 tenía una población de 2.363 habitantes y una densidad poblacional de 95,7 personas por km².

## Geografía
El municipio de Salford se encuentra ubicado en las coordenadas 40°20′03″N 75°22′58″O / 40.33417, -75.38278.

## Demografía
Según la Oficina del Censo en 2000 los ingresos medios por hogar en la localidad eran de $66,775 y los ingresos medios por familia eran $73,750. Los hombres tenían unos ingresos medios de $46,731 frente a los $28,250 para las mujeres. La renta per cápita para la localidad era de $29,740. Alrededor del 2,6% de la población estaban por debajo del umbral de pobreza.